# Tepeyac
Tepeyac (anticamente Tepeyacac o Tepeaquilla) è una collina nella delegazione Gustavo A. Madero del Distretto Federale Messicano. Secondo la tradizione, nel 1531 la Vergine di Guadalupe vi apparve a Juan Diego Cuauhtlatoatzin e su questo sito venne eretta la basilica di Nostra Signora di Guadalupe.